# Jean Sobeslav
Jean Sobeslav de Luxembourg (tchèque Jan Soběslav Lucemburský), né en 1352 à Brünn et décédé le 12 octobre 1394 à Udine, est un évêque morave et un margrave de Moravie. Il est le troisième fils du margrave Jean-Henri de Moravie et de Margueritte de Troppau. 

## Biographie
Jean Sobeslav est nommé en 1368 prévôt de la collégiale de Vyšehrad et en 1370, il est ordonné diacre. Il devient avec ses frères Jobst et Procope conjointement margraves de Moravie, après la mort de leur  père en 1375. Toutefois Jobst est le principal margrave (en latin : marchio et dominus Moravie) et ses deux frères cadets ne sont considérés que comme des « marchiones Moravie iunoris ».
En 1380 il est nommé évêque de Litomyšl. Son cousin le roi Venceslas IV de Bohême le propose en février 1387 comme évêque d'Olomouc, mais le pape Urbain VI nomme son propre candidat et Jean doit renoncer à son siège en novembre de la même année. En compensation il nommé  patriarche d'Aquilée le 27 novembre 1387 mais il meurt assassiné à Udine le 12 octobre 1394.